# Mats Wilander
Mats Wilander (født 22. august 1964 i Växjö, Sverige) er en svensk tidligere tennisspiller, der var professionel mellem 1981 og 1996. Han vandt igennem sin karriere hele 33 single- og 7 doubletitler, og hans højeste placering på ATP's verdensrangliste var en 1. plads, som han opnåede i september 1988, og besad i i alt 20 uger. Hans bedste rangering i double var i oktober 1985, hvor han var nr. 3. 
Han er i dag ansat som tennisekspert på tv-kanalen Eurosport.

## Grand Slam
Wilander vandt igennem sin karriere 7 Grand Slam-titler i singlerækkerne, og de fordeler sig således:
- French Open:
  - 1982, 1985 og 1988

- Australian Open:
  - 1983, 1984 og 1988

- US Open:
  - 1988

Han vandt Davis Cup med det svenske landshold i 1984, 1985 og 1987. I 1982 var han deltager i den længste Davis Cup-singlekamp nogensinde. Det var i kvartfinalen mod USA, hvor han tabte i den 5. og afgørende kamp til John McEnroe 9-7 6-2 15-17 3-6 8-6. Kampen varede 6 timer og 32 minutter! I 1986 vandt han Wimbledon i herredouble sammen med Joakim Nyström.